# Міхал Здзіслав Замойський
Міхал Здзіслав Сариуш Замойський гербу Єліта (пол. Michał Zdzisław Saryusz Zamoyski; бл. 1679 — 1734 / 7 березня 1735) — польський аристократ, магнат, урядник Речі Посполитої. Представник роду Замойських, 6-й замойський ординат, смоленський воєвода (1732—1735).

## Життєпис
Син Марціна Замойського та його дружини, Анни Францішки Ґнінської.
У 1714 році отримав уряд ловчого великого коронного. У 1725 році успадкував Замостську ординацію від свого бездітного старшого брата Томаша Юзефа. З 1732 року номінальний смоленський воєвода, також цього року став кавалером Ордену Білого орла. Окрім того, посідав уряди старости гнівського, братянського, лемборкського і болімовського.
Помер за одними даними 1734 року, за іншими 7 березня 1735.

### Сім'я
Перша дружина — Анна Тереса Дзялинська гербу Огоньчик, донька хелмінського воєводи.  Діти:
- Анна;
- Томаш Антоній — 7-й замостський ординат;
- Ян Якуб;
- Анджей (Єнджей)[7].

Друга дружина — княжна Єлизавета-Барбара Вишневецька (1701—1770). Діти:
- Катажина (1722—1771) — дружина Яна Кароля Мнішека.